# 圣毛里齐奥-多帕廖
圣毛里齐奥-多帕廖（義大利語：San Maurizio d'Opaglio），是意大利诺瓦拉省的一个市镇。总面积8平方公里，人口3169人，人口密度396.1人/平方公里（2009年）。ISTAT代码为003133。